# Acordo de Armistício Coreano

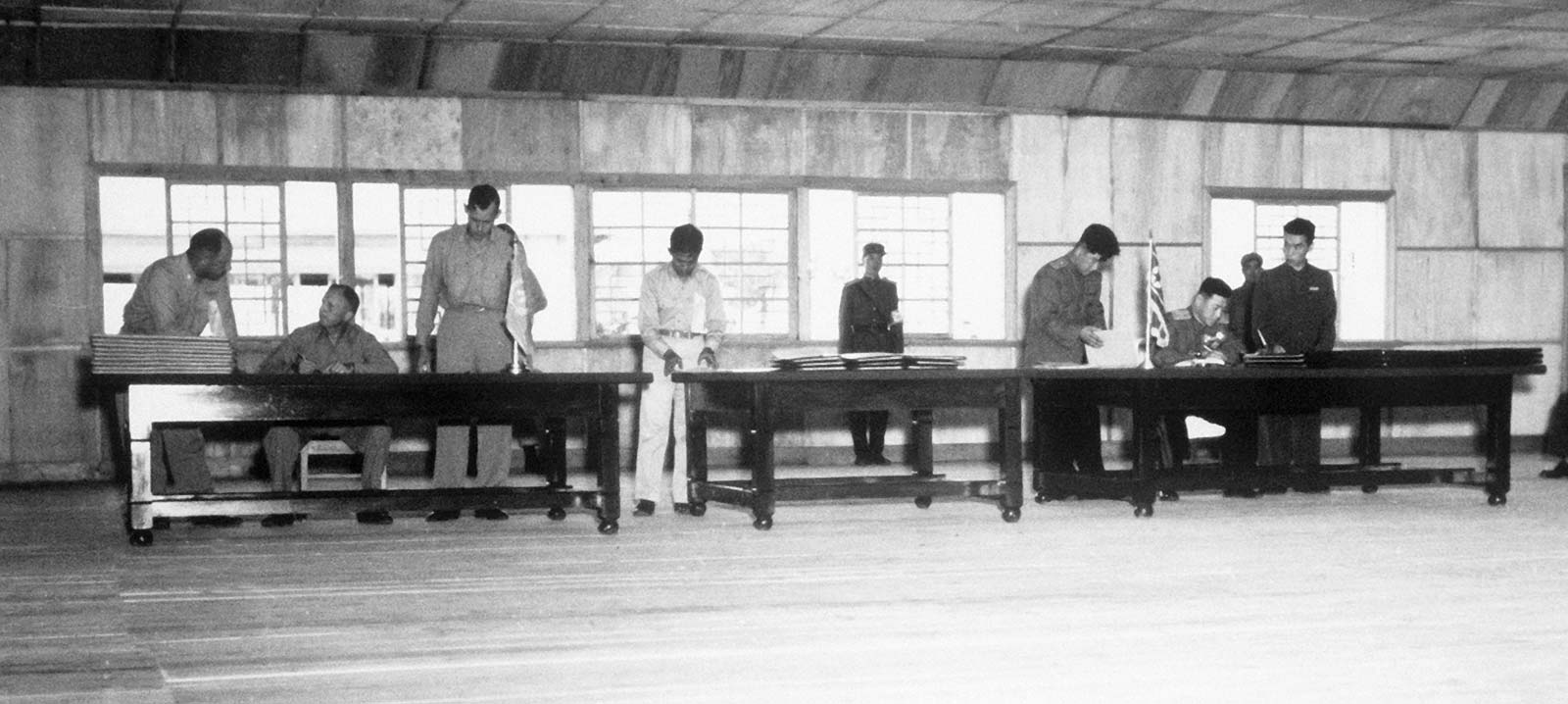
Delegados assinando o Acordo de Armistício Coreano em P’anmunjŏm

Acordo de Armistício Coreano é o armistício que encerrou as ações armadas durante a Guerra da Coreia. Foi assinado pelo tenente-general do Exército dos Estados Unidos William Harrison Jr. representando o Comando das Nações Unidas na Coreia (UNC), pelo general norte-coreano Nam Il representando o Exército Popular da Coreia e pelo Exército de Voluntários do Povo Chinês. O armistício foi assinado em 27 de julho de 1953 e foi projetado para "assegurar uma cessação completa das hostilidades e de todos os atos de força armada na Coreia até que uma solução pacífica final seja alcançada". Nenhuma "solução pacífica final" foi ainda alcançada. O armistício assinado estabeleceu a Zona Desmilitarizada da Coreia (de facto uma nova fronteira entre os dois países), colocou em vigor um cessar-fogo e finalizou a repatriação de prisioneiros de guerra. A Zona Desmilitarizada funciona não muito longe do Paralelo 38 N, que separava a Coreia do Norte e a Coreia do Sul antes da guerra.